# وحدوية إسبانية
كان الهدف الرئيسي للمطالبات الوحدوية الإسبانية هو إقليم جبل طارق البريطاني فيما وراء البحار، والذي تضمن السياسة الخارجية الإسبانية إثبات حقه الإقليمي باعتباره مستعمرة (بريطانية). طالبت المقترحات الوحدوية الصغيرة الأخرى على مدى التاريخ بأراضي مثل البرتغال وأجزاءً من شمال أفريقيا أو روسيون.

## الاتحاد الأيبيري

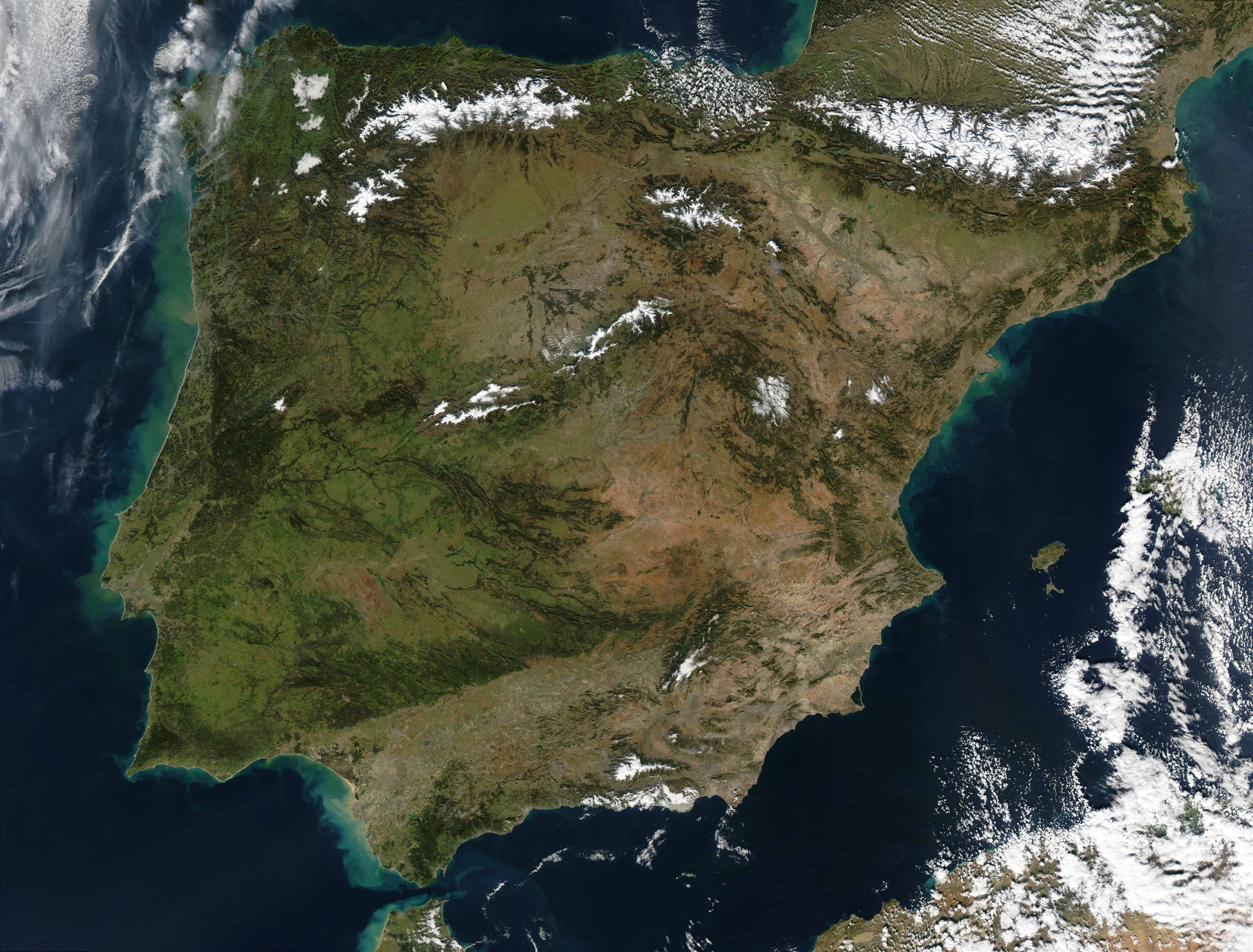
صورة القمر الصناعي لشبه الجزيرة الأيبيرية.

أصبحت إسبانيا التي تسيطر على شبه الجزيرة الأيبيرية موضوعًا في القومية الإسبانية بداية من القرن التاسع عشر، حيث قام المؤيدون بإضفاء الطابع المثالي على تاريخ إسبانيا الرومانية عندما كانت شبه الجزيرة الأيبيرية موحدة تحت نفس القاعدة. تم تطوير مفهوم إسبانيا كوحدة ثقافية وسياسية منذ قرون مع نشر تاريخ إسبانيا للأب ماريانا (1598) الذي دعم فيه ماريانا الهوية الإسبانية.
كان هناك اعتراض إسباني قوي على فصل جبل طارق عن إسبانيا منذ الاستحواذ البريطاني في معاهدة أوترخت (1713) في أعقاب حرب الخلافة الإسبانية. وخلال الحرب الأهلية الإسبانية، شجع كل من الكارلية والكتائب قبل توحد الحزبين عام 1937 على دمج البرتغال في إسبانيا. صرح الكارلية أن إسبانيا الكارلية ستستعيد جبل طارق وتغزو البرتغال. دعمت الكتائب، قبل وبعد اندماجها مع الكارلية، توحيد جبل طارق والبرتغال في إسبانيا. وخلال السنوات الأولى من وجودها، أنتجت الكتائب خرائط لإسبانيا شملت البرتغال كمقاطعة تابعة لإسبانيا. بعد الحرب الأهلية الإسبانية وانتصار الفصيل القومي بقيادة فرانثيسكو فرانكو، دعا أعضاء متطرفون من الكتائب إلى دمج البرتغال وجبال البرانس الفرنسية في إسبانيا. أعلن فرانكو في بيان مع ألمانيا في 26 مايو 1942 أنه يجب ضم البرتغال إلى إسبانيا.
كانت سنوات الحرب العالمية الثانية خصبة في إسقاط العديد من مؤلفي التخيلات الوحدوية عبر مضيق جبل طارق (بعد كل شيء كان المضيق هو «النقطة العصبية للجنسية» بالنسبة لهم): وفقًا للأفريقي توماس غارسيا فيغيراس «إسبانيا والمغرب نصفان من نفس الوحدة الجغرافية». تحدث المؤرخ خاوميه بيكانس إيه بيباس (عام 1940) عن «المساحة الحيوية» على أنها «وحدة أساسية جيوسياسية». كما تتبع رودولفو جيل بنوميا الروابط التي تعود إلى العصر الحجري الحديث، مشيرًا إلى شعب أيبيري-بربري مشترك يعيش على جانبي المضيق. شدد جيل بنوميا وهرنانديز باتشيكو على تقوية تلك الروابط نظرًا لكون المغرب جزءً من «هيسبانيا تينخيتانا». حتى أن بعض هؤلاء المؤلفين، الذين تجاوزوا الحجج التاريخية، أشاروا إلى اتحاد إسباني أفريقي خلال «العصر الثلاثي» عندما لم يكن المضيق موجودًا. 
إلى حد أقل، كانت الأراضي المجاورة لغينيا الاستوائية عرضة أيضًا للخطاب الوحدوي في هذا الوقت، كما كانت هناك ادعاءات حول إسبانية أندورا، وروسيون، وسيردانيا أو نافارا السفلى وسنوات من التقرب مع البرتغال.